# Zum großen Wurstel

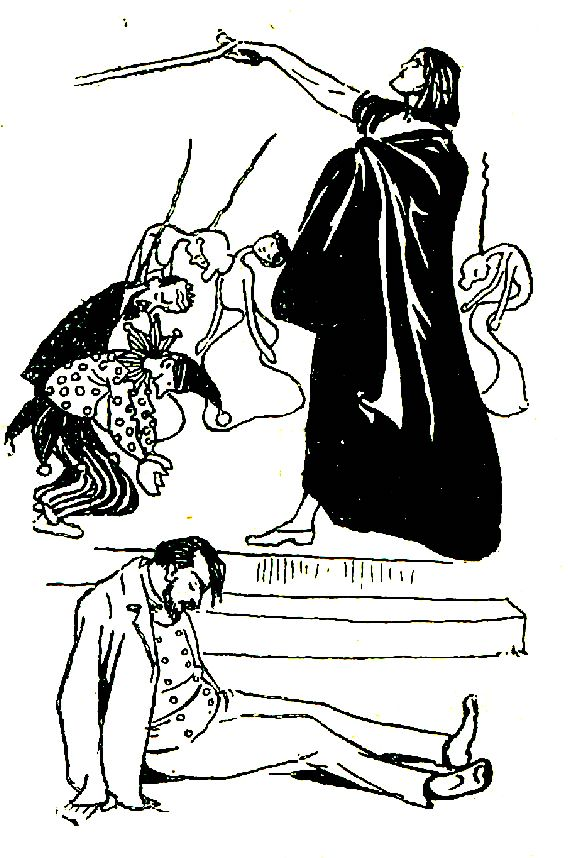
Schlussvignette des Erstdrucks

Zum großen Wurstel ist eine Burleske in einem Akt von Arthur Schnitzler, die in einer ersten Fassung 1901 aufgeführt wurde. Ihren Erstdruck erlebte sie an Ostern 1905 in der Tageszeitung Die Zeit. In Folge gliederte er sie als drittes Stück nach Der Puppenspieler und Der große Cassian in den Einakterzyklus Marionetten ein, der 1906 bei S. Fischer in Buchform erschien.

## Inhalt
Auf der Bühne sind sowohl ein Puppentheater, wie auch Zuschauer desselben zu sehen. Die Zuschauer kommentieren den Verlauf des gespielten Marionettenstückes und verhindern ein tragisches Ende, indem sie lautstark nach einem glücklichen verlangen. Die verschiedenen Wirklichkeitsebenen werden weiter durchbrochen mit dem Auftritt des Direktors und des Dichters sowie mit den Hauptfiguren aus zwei zeitgenössischen Stücken von Freunden Schnitzlers: Der Meister aus Hermann Bahrs gleichnamigen Stück und Der Graf von Charolais von Richard Beer-Hofmann. Zuletzt tritt der Tod auf, der im dargestellten Stück sichtbar macht „wer eine Puppe, wer ein Mensch“.

## Entstehung
Die Nachlassmaterialien sind in Arthur Schnitzlers Nachlass in der Cambridge University Library in der Mappe A 87 aufbewahrt. Eine erste Fassung Marionetten, maschinschriftlich, ist datiert mit 22. Dezember 1899. Am Ende vermerkt Schnitzler: „Das Ganze als Marionettenstück“ (Diese Fassung veröffentlichte Reinhard Urbach 1977 in Entworfenes und Verworfenes, S. 269–288). Am 6. Juli 1900 erstellt er einen Plan für die Umarbeitung (veröffentlicht im Anhang von Entworfenes und Verworfenes, S. 515–516). Zudem sind zwei maschinschriftliche Fassungen überliefert, von denen die eine „1901“ datiert ist und die die Textgestalt Wolzogens beinhalten dürfte. Zusätzlich ist noch ein Szenenfragment in der Mappe A 87 (auch bei Urbach im Anhang?).

## Ausgaben
- Erstdruck: Die Zeit, 23. April 1905, Osterbeilage, S. 3–7.
- Erstausgabe: Arthur Schnitzler: Marionetten. Drei Einakter. Berlin: S. Fischer 1906, S. 98–148.
- Genetische Ausgabe mit Vorstufen und Lesetext: https://www.arthur-schnitzler.org
- Welthumor. Das lachende Deutschland. Hrsg. Alexander Roda Roda und Theodor Etzel. Berlin/Leipzig 1910, S. 119–133.
- Arthur Schnitzler: Gesammelte Werke. 1922, III, S. 231–267.
  - Text der Ausgabe Fischer 1922 beim Projekt Gutenberg
- Arthur Schnitzler: Die dramatischen Werke. Erster Band, S. Fischer, Berlin 1962, S. 871–894.
  - Text der Ausgabe 1962 bei Zeno
- Finale und Auftakt. Wien 1898–1914. Literatur, Bildende Kunst, Musik. Herausgegeben von Otto Breicha und Gerhard Fritsch, Salzburg 1964, S. 44–70.